# Ronchaux
Ronchaux é uma comuna francesa na região administrativa de Borgonha-Franco-Condado, no departamento de Doubs. Estende-se por uma área de 5,24 km². Em 2010 a comuna tinha 88 habitantes (densidade: 16,8 hab./km²).